# فرضية بورتر
طبقًا لفرضية بورتر، قد تحفز القوانين البيئية الصارمة على التحلي بالكفاءة وتشجع على طرح الابتكارات التي تساعد على تطوير مستوى التنافس في المجال التجاري. وقد صاغ هذه الفرضية عالم الاقتصاد مايكل بورتر في إحدى مقالاته المنشورة عام 1995.
وتشير هذه الفرضية إلى إمكانية أن تساعد القوانين البيئية الصارمة على اكتشاف وطرح تقنيات أنظف وإجراء تحسينات بيئية، وهذا يندرج تحت ما يُسمى تأثير الابتكار، وهو ما يجعل عمليات الإنتاج والمنتجات أكثر كفاءة.[1] وتعد النفقات المُوفَّرة، التي يمكن تحقيقها في هذا الإطار، كافية للتعويض المفرط عن كل من تكاليف الاستجابة التي تُعزى مباشرة إلى القوانين الجديدة وتكاليف الابتكار.
ومن خلال ميزة الريادة، تكون الشركة قادرة على استغلال الابتكار عن طريق تأثيرات منحنى التعلم أو الحصول على براءة الاختراع واقتناص مركز تنافسي رائد مقارنة بالشركات في الدول التي تم تطبيق القوانين البيئية بها مؤخرًا.
وقد تم تطبيق فرضية بورتر على تسجيل المواد الكيميائية وتقييمها وترخيصها (REACH). وتكمن إحدى النتائج المتوقعة عند تطبيق فرضية بورتر [2]، في قدرة الشركات التي تعتمد إستراتيجية العمل المتمثلة في ريادة التكلفة وتتميز بمجموعة منتجات صغيرة نسبيًا تتولى تسويقها على تحقيق نجاح أكبر مقارنة بالشركات التي تتنافس معتمدة على إستراتيجية تمييز المنتج، ولديها عدد ضخم من المواد الكيميائية التي تتطلب تنظيمًا قانونيًا.